# Góra Zamkowa w Cieszynie
Góra Zamkowa w Cieszynie (zwana też Wzgórzem Zamkowym, 298 m n.p.m.) – niewielkie wzniesienie o stromych zboczach, położone na Pogórzu Śląskim w centrum miasta Cieszyna, w widłach rzek Olzy na południu i Bobrówki na północy, tuż przy granicy z Czechami. Na wzgórzu szereg zabytkowych budowli (w tym XI-wieczna rotunda) oraz romantyczny park z wieloma pomnikami przyrody.

## Historia
Ze względu na dobre właściwości obronne wzgórze było zasiedlane już od czasów starożytnych. Stałe osadnictwo pojawiło się na wzgórzu w X wieku, co związane było ze zniszczeniem pobliskiego grodu Gołęszyców zwanego Starym Cieszynem. Osada na Górze Zamkowej służyła prawdopodobnie jako zaplecze dla odbudowywanego grodziska, jednak wkrótce sama zyskała na znaczeniu, bowiem jeszcze w X wieku przekształciła się w gród obronny. W połowie XI wieku lub około 1180 roku zbudowano tu pierwszy obiekt sakralny – romańską rotundę św. Mikołaja, która przetrwała do dzisiaj i jest jednym z najstarszych zabytków architektury polskiej. Badania archeologiczne wskazują, że gród szybko się rozrastał i w krótkim czasie przejął funkcje grodziska w Starym Cieszynie, które ostatecznie opustoszało na przełomie XI i XII wieku. Rozrastało się też podgrodzie, a całość została wymieniona w bulli papieża Hadriana IV w 1155 roku jako Tessin. Można więc stwierdzić, że gród na Górze Zamkowej był bezpośrednim zalążkiem dzisiejszego Cieszyna.
Prawdopodobnie jeszcze w I połowie XII wieku Cieszyn urósł do rangi kasztelanii, a siedzibą kasztelana był drewniany zamek na Górze Zamkowej, później rozbudowywany. Romańska rotunda pełniła funkcję kaplicy zamkowej, a do 1240 roku była też kościołem parafialnym Cieszyna. Około 1290 r., kiedy utworzono Księstwo Cieszyńskie, zamek ten stał się siedzibą książęcą. Około 1374 roku książę cieszyński Przemysław I Noszak rozkazał w miejsce zamku drewnianego zbudować murowany. Z tego też okresu pochodzi zachowana do dzisiaj gotycka wieża, zwana Wieżą Piastowską. Zamek stale rozbudowywano, a z czasem osiągnął pokaźne rozmiary i zajął on całe wzgórze. Wojna trzydziestoletnia w XVII wieku, podczas której front wielokrotnie przechodził przez Cieszyn, doprowadziła piastowski zamek do ruiny. Zamek niszczał przez kolejne 200 lat, choć nadal pełnił funkcje reprezentacyjne i był oficjalną siedzibą książęcą.
W 1839 roku, na polecenie księcia Karola Habsburga, zamek piastowski ostatecznie rozebrano (z wyjątkiem fundamentów, jednej wieży, części baszty oraz romańskiej rotundy, które jednak przebudowano). W jego miejsce zbudowano klasycystyczny pałac, a na wzgórzu utworzono romantyczny park. U stóp wzgórza w 1846 roku powstał browar książęcy, a przed pałacem zbudowano oranżerię. W tej formie Góra Zamkowa przetrwała do połowy XX wieku, kiedy przywrócono rotundzie i wieży pierwotny wygląd, a oranżerię zburzono. Pałac posłużył zaś jako siedziba szkoły muzycznej. Wzgórze stało się częstym przedmiotem badań archeologicznych. Wiele drzew uzyskało status pomników przyrody.
Na początku XXI wieku przystąpiono do odrestaurowania habsburskiego pałacu, odkryto fragmenty dawnego zamku (w tym XII-wieczną wieżę ostatecznej obrony) oraz zbudowano siedzibę zamku Cieszyn (otwarcie na początku 2005 r.) w miejscu dawnej oranżerii. U stóp wzgórza odbudowano też pomnik legionistów śląskich (pierwotny, zbudowany w 1934 r., został zniszczony przez oddziały niemieckie we wrześniu 1939 r.).

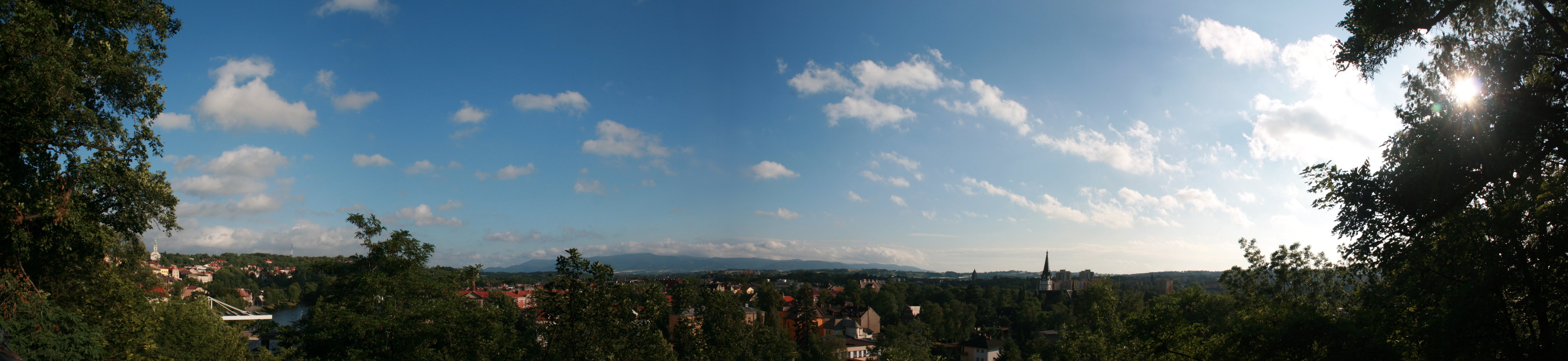
Panorama z Góry Zamkowej na Cieszyn Zachodni i Beskid Śląski
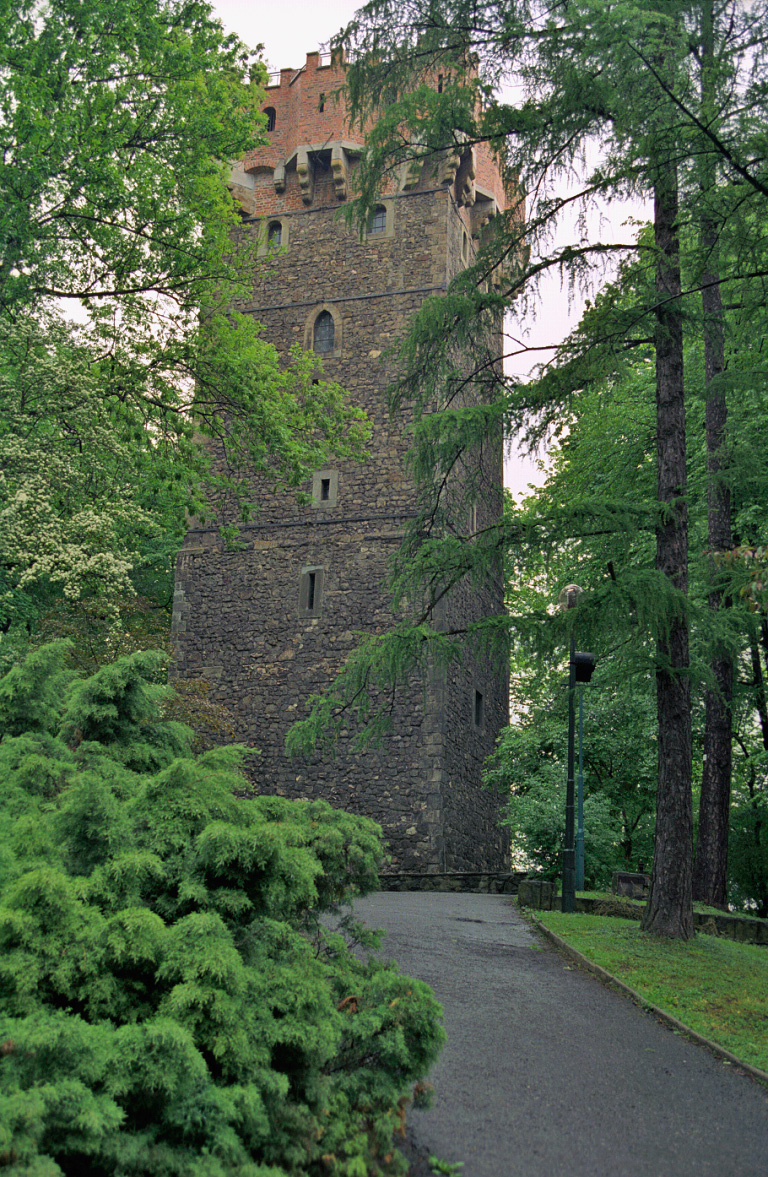
Wieża Piastowska z XIV wieku
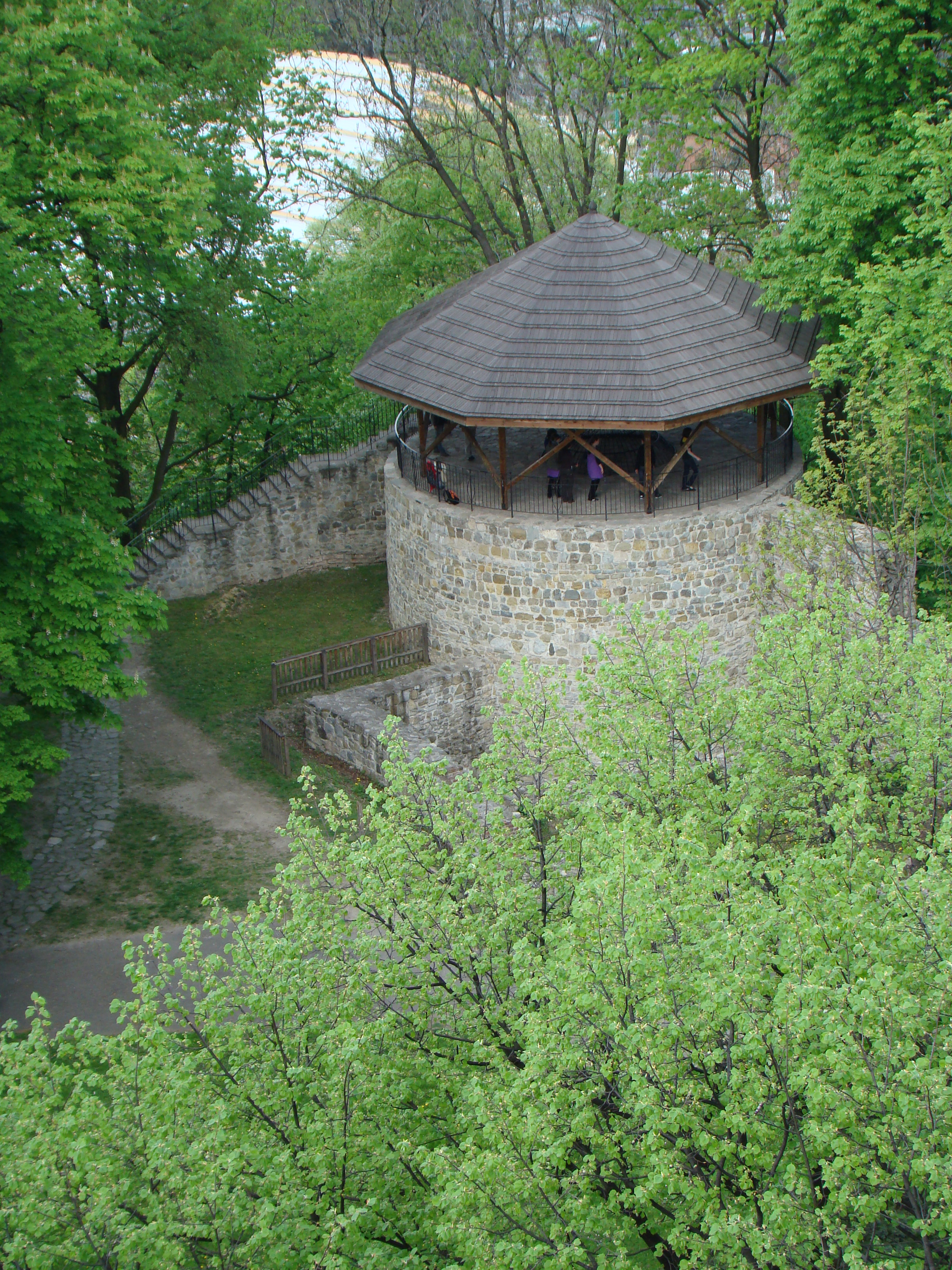
Baszta na Wzgórzu Zamkowym w Cieszynie, widok z Wieży Piastowskiej